# Liste der denkmalgeschützten Objekte in Gampern
Die Liste der denkmalgeschützten Objekte in Gampern enthält die 4 denkmalgeschützten, unbeweglichen Objekte der oberösterreichischen Gemeinde Gampern im Bezirk Vöcklabruck.

## Denkmäler
| Foto |                 | Denkmal                                                                                     | Standort                                | Beschreibung | Metadaten |
| ---- | --------------- | ------------------------------------------------------------------------------------------- | --------------------------------------- | --- | --- |
| ja   | Datei hochladen | Abschnittsbefestigung Kohberg HERIS-ID: 60253 Objekt-ID: 72422                              | Flur Leidern Standort KG: Baumgarting   | Im Dellacher Wald zwischen Koberg und Leidern (Gem. Timelkam). Es war eine Fliehburg, entweder aus der Römerzeit oder aus dem früheren Mittelalter. Die Abschnittsbefestigung Kohberg erstreckt sich über die Gemeinden Timelkam und Gampern. Anmerkung: Großflächiges Wald- und Wiesengrundstück; Standort näherungsweise angegeben | BDA-Hist.: Q38091233 Status: Bescheid Stand der BDA-Liste: 2025-06-30 Name: Abschnittsbefestigung Kohberg GstNr.: 2232/2, 3211, 3210, 3213           |
| ja   | Datei hochladen | Bauernmuseum, sog. Kernstockhaus HERIS-ID: 102196seit 2025                                  | Pöring 2 Standort KG: Baumgarting       | | BDA-Hist.: Q86239819 Status: Bescheid Stand der BDA-Liste: 2025-06-30 Name: Bauernmuseum, sog. Kernstockhaus GstNr.: 3281 Kernstockhaus              |
| ja   | Datei hochladen | Pfarrhof HERIS-ID: 52124 Objekt-ID: 58350                                                   | Kirchenplatz 1 Standort KG: Gampern     | | BDA-Hist.: Q38049300 Status: § 2a Stand der BDA-Liste: 2025-06-30 Name: Pfarrhof GstNr.: 5717                                                        |
| ja   | Datei hochladen | Kath. Pfarrkirche hl. Remigius und Friedhof HERIS-ID: 52125 Objekt-ID: 58353                | bei Kirchenplatz 6 Standort KG: Gampern | Zweischiffige spätgotische Kirche aus dem Ende des 15. Jahrhunderts mit einem bedeutenden Flügelaltar um 1490 bis 1500. Anfang des 16. Jahrhunderts erfolgte die Errichtung des mächtigen gotischen Westturmes bis zur Dachgleiche und 1890 der Ausbau auf eine Höhe von 63 m.                                                       | BDA-Hist.: Q25894413 Status: § 2a Stand der BDA-Liste: 2025-06-30 Name: Kath. Pfarrkirche hl. Remigius und Friedhof GstNr.: 5707 Pfarrkirche Gampern |
| ja   | Datei hochladen | Kath. Filialkirche hl. Erasmus und ehem. Friedhofsfläche HERIS-ID: 102193 Objekt-ID: 118565 | bei Piesdorf 5 Standort KG: Gampern     | Erstmals urkundlich 889 als Kapelle erwähnte Filialkirche, 1750 bei einem Brand großteils zerstört, in der Folge wieder aufgebaut. Ortskirche Piesdorf | BDA-Hist.: Q37790071 Status: § 2a Stand der BDA-Liste: 2025-06-30 Name: Kath. Filialkirche hl. Erasmus und ehem. Friedhofsfläche GstNr.: .242, 4625  |